# Kostel Církve československé husitské (Bruntál)
Kostel Církve československé husitské v Bruntále se nachází v okrese Bruntál. Kostel náleží k Olomoucké diecézi, vikariát Šumperk, administrováno obcí: Opava 1. Kostel byl zapsán do státního seznamu před rokem 1988.

## Historie
Postaven jako evangelický (luterský) kostel v letech 1883–1887. Stavba byla provedena podle projektu architekta Hermanna Grunnera. Sál pro potřeby shromažďování evangelické obce byl zřízen v roce 1930 pod kněžištěm. Od poloviny 20. století využívá kostel Církev československá husitská k bohoslužbám. Vzhledem k blízkosti rybníka a jeho okolních úprav je tento prostor neustále podmáčen a nelze jej využívat. V roce 1993 proběhla rekonstrukce střechy a fasády.

## Architektura
Jednolodní zděná stavba s věží v průčelí postavená v novogotickém slohu. Střecha sedlová. Věž osově přistavěna k průčelí je třípatrová stupňovitá, dolní část je čtyřboká, horní část osmiboká ukončena jehlanovou střechou. K vchodu ve věži vede široké schodiště. Závěr lodi je polygonální se třemi vysokými okny. Sakristie s terasou se nachází na epištolní straně. Fasáda je členěná opěrnými pilíři. Prolomená okna vysoká obdélná zaklenutá lomeným obloukem s vitrážemi.

## Interiér
V interiéru dřevěná kruchta, přepážkou oddělený zimní sál (menší modlitebna). Další část lodi je halový prostor s otevřenými krovy. Po stranách lodi jsou tribuny podepřeny litinovými sloupy. Kněžiště odděluje od lodi zalomený oblouk s plastickými pilastry. Klenba v kněžišti je hvězdicová o jenom poli.
Ve věži jsou zavěšeny tři zvony ulité v roce 1924.